# Horná lúka
Horní louka (1299 m n. m.) je vrchol na hlavním hřebeni Lúčanské Malé Fatry. Nachází se mezi vrcholy Veterné a Kopa, jihozápadně od Martinských holí.

## Přístup
- Po  turistické značce od Kuneradského zámku přes Svitačovou dolinu nebo z Bystričky;
- Po  turistické značce hlavním hřebenem z Vetrného.